# Alberte de Campou
Alberte de Campou de Grimaldi Regusse, née le 25 août 1935 à Grans et morte le 22 mai 2022 à Marseille, est une athlète française, licenciée au Stade Marseillais Université Club.
Elle participe aux Jeux olympiques d'été de 1952 à Helsinki ; elle est éliminée en séries du 100 mètres et du relais 4x100 mètres.
Elle est championne de France du 100 mètres en 1952 et 1953 et du 60 mètres en 1953.
En 1953 elle participe au film de Marco de Gastyne La beauté de l'effort.